# ヒマワリカッコウ
ヒマワリカッコウ（学名：Praxelis clematidea）はキク科プラクセリス属の一年生または多年生草本。1879年の原記載では学名Eupatorium clematideum、1970年にPraxelis属とされた。

## 特徴
外見は、同様に畑地に雑草として生育するカッコウアザミ属Ageratumの2種（カッコウアザミA. conyzoides、ムラサキカッコウアザミA. houstonianum）に酷似する。
高さ20–100 cm。茎には短い毛があり、葉は卵形～ひし形で対生する。葉縁の鋸歯は深く、片側に5–8個ある。葉を傷つけると強い匂いを発する。頭花は円錐形～鐘形で淡青紫色。種子の長さは2–3 mmで、冠毛の長さは3–4 mm。冠毛の数は原記載では約20本とされ、Praxelis属としては約40本とされる。

## カッコウアザミ属との相違点
- 葉縁の鋸歯は鋭い[6][7]
- 種子の冠毛は15–40本と多い（カッコウアザミ属の冠毛は5本）[6][7]
- 頭花を包んでいた総苞片は開花後に落ち、花床のみが残る（カッコウアザミ属では一部の総苞片が花床に残る）[6][7][8]

## 分布と生育環境
南米原産で、中国南部、台湾、タイ、オーストラリアなどへ移入。冠毛をもつ種子が動物や衣類、農業機械など様々な物へ付着することで拡散し、各地で侵略的外来種として問題視されている。沖縄県の外来種リストへも定着種として掲載され西表島の複数箇所で記録されている。

## ギャラリー
ヒマワリカッコウ（2025年5月 沖縄県石垣市）
- カッコウアザミ（左の紫色茎）と
ヒマワリカッコウ（右の緑色茎）の混生
- 生育
- 鐘形の花
- 花床上の種子
- 花床に総苞片は残らない
- 多数の冠毛をもつ種子